# Abbazia di Sant'Angelo in Massa
L'antica abbazia di Sant'Angelo in Massa si raggiunge percorrendo la via Tiberina, nei pressi di Taizzano.

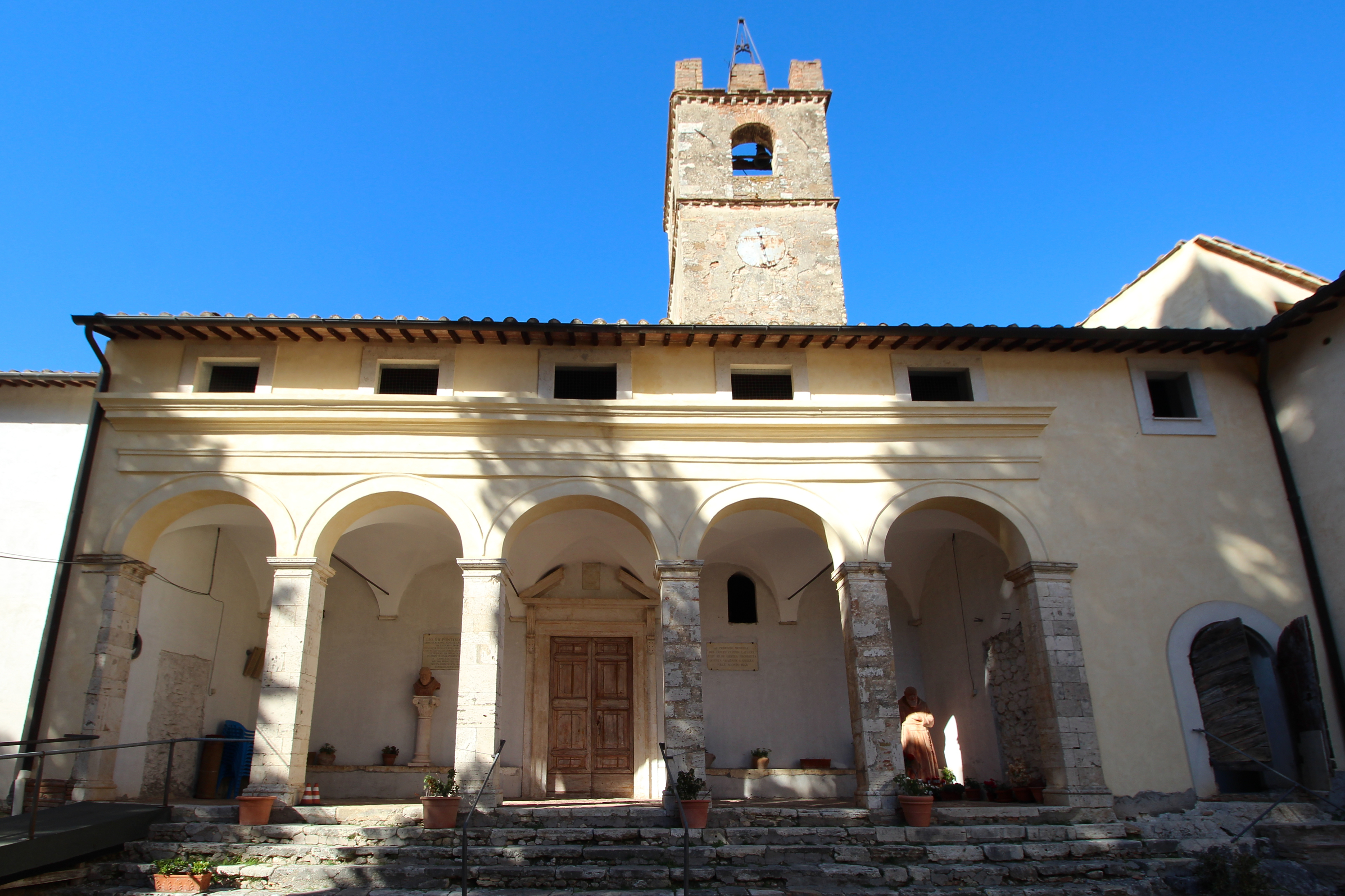
La chiesa

## Storia e descrizione
La stessa sorge su un luogo occupato da un'antica villa romana del tempo dell'imperatore Antonino.
Da fonti storiche riportare nel Regestum Farfense si sa che nel 996 fu ceduta ai monaci benedettini, per diventare poi nel 1037 di proprietà dell'Abbazia di Farfa.
Del complesso del monastero è rimasto poco della struttura originaria, interessante invece è la chiesa inclusa nel complesso.
La facciata è rivolta a sud-est e si presenta con una composizione a mattoncini e maioliche. Lavori eseguiti il età medievali stravolsero molto dell'antica architettura romanica.
Alla chiesa si accede attraverso un portico rinascimentale costituito da sei pilastri in pietra e gli stessi sorreggono archi a tutto sesto.
L'interno della chiesa, è a tre navate con colonne in pietra che sostengono archi a tutto sesto.
Notevole in fondo alla navata sinistra è la Cappella di Romolo Cesi, vescovo di Narni fino al 1578 quando fu costretto a dimettersi per condotta immorale e ritiratosi nell'abbazia. All'altare è una tela rappresentante l'Adorazione dei Pastori, opera giovanile firmata e datata 1595 dal narnese Michelangelo Braidi, derivata da un'invenzione di Taddeo Zuccari. Il pittore è autore anche degli affreschi con l'Incoronazione della Vergine nella cupola e i profeti Davide, Salomone, Mosè ed Isaia nei pennacchi. Due ovati, incorniciati dallo stemma Cesi, raffigurano l'Annunciazione e la Visitazione.
Dal lato opposto, in fondo alla navata destra è un'altra cappella, costruita dallo stesso Cesi per la propria sepoltura, con affreschi rappresentanti scene della Passione di Cristo anch'essi eseguiti dal Braida.
La torre campanaria è una costruzione medievale con una merlatura posticcia.